# 대한민국의 프랑스 축구 리그 진출 선수 명단

## 리그 1(최상위 리그)
| # | 이름   | 구단 | 시즌 | 비고 | 근거자료 |
| - | ------ | ---- | ---- | ---- | -------- |
| 1 | 서정원 |      |      |      |          |
| 2 | 황의조 |      |      |      |          |
| 2 |        |      |      |      |          |
| 3 |        |      |      |      |          |

## 리그 2(2부 리그)
| # | 이름   | 구단 | 시즌 | 비고 | 근거자료 |
| - | ------ | ---- | ---- | ---- | -------- |
| 1 | 최순호 |      |      |      |          |
| 2 |        |      |      |      |          |
|   |        |      |      |      |          |
| 3 |        |      |      |      |          |

## 같이 보기
- en:List of foreign Ligue 1 players
- 대한민국의 잉글랜드 축구 리그 진출 선수 명단
- 대한민국의 독일 축구 리그 진출 선수 명단
- 대한민국의 네덜란드 축구 리그 진출 선수 명단
- 대한민국의 이탈리아 축구 리그 진출 선수 명단
- 대한민국의 스페인 축구 리그 진출 선수 명단

## 참고 자료
- 역대 해외 축구 리그 진출 한국인 선수 명단 - 유럽지역 보관됨 2019-01-28 - 웨이백 머신
- 해외축구 최순호부터 박주영 그리고 권창훈…프랑스리그 진출사
- 리그앙 개막 프리뷰② 서정원-박주영-권창훈…역대 한국인 프랑스리거